# 黛博拉·佩尔绍德
黛博拉·佩尔绍德（1960年8月23日—）是一位圭亚那裔美国病毒学家，专攻艾滋病方向，2013年获奖自然科學十人。